# Anjali Jay
Anjali Jay, född Anjali Jayadev den 9 augusti 1975 i Bangalore, är en brittisk-indisk skådespelerska känd för roller som saracenen Djaq i BBC:s storsatsning Robin Hood och som "Leeza" i Blind Dating mot Chris Pine.

## Filmografi
- 2003 - Kommissarie Lynley - Shala Malik
- 2005 - Doctors - Susie Sharma
- 2006 - Blind Dating - Leeza Raja
- 2006-2007 - Robin Hood - Djaq
- 2009 - The Fixer - Madulika
- 2012 - Supernatural - Dr. Kashi
- 2014 - Natt på museet: Gravkammarens hemlighet - Shepseheret
- 2015 - The Age of Adaline - Cora
- 2017 - Power Rangers - Maddy Hart
- 2020 - Brahms: The Boy II - Dr. Lawrence